# Kuchyně Francouzské Guyany

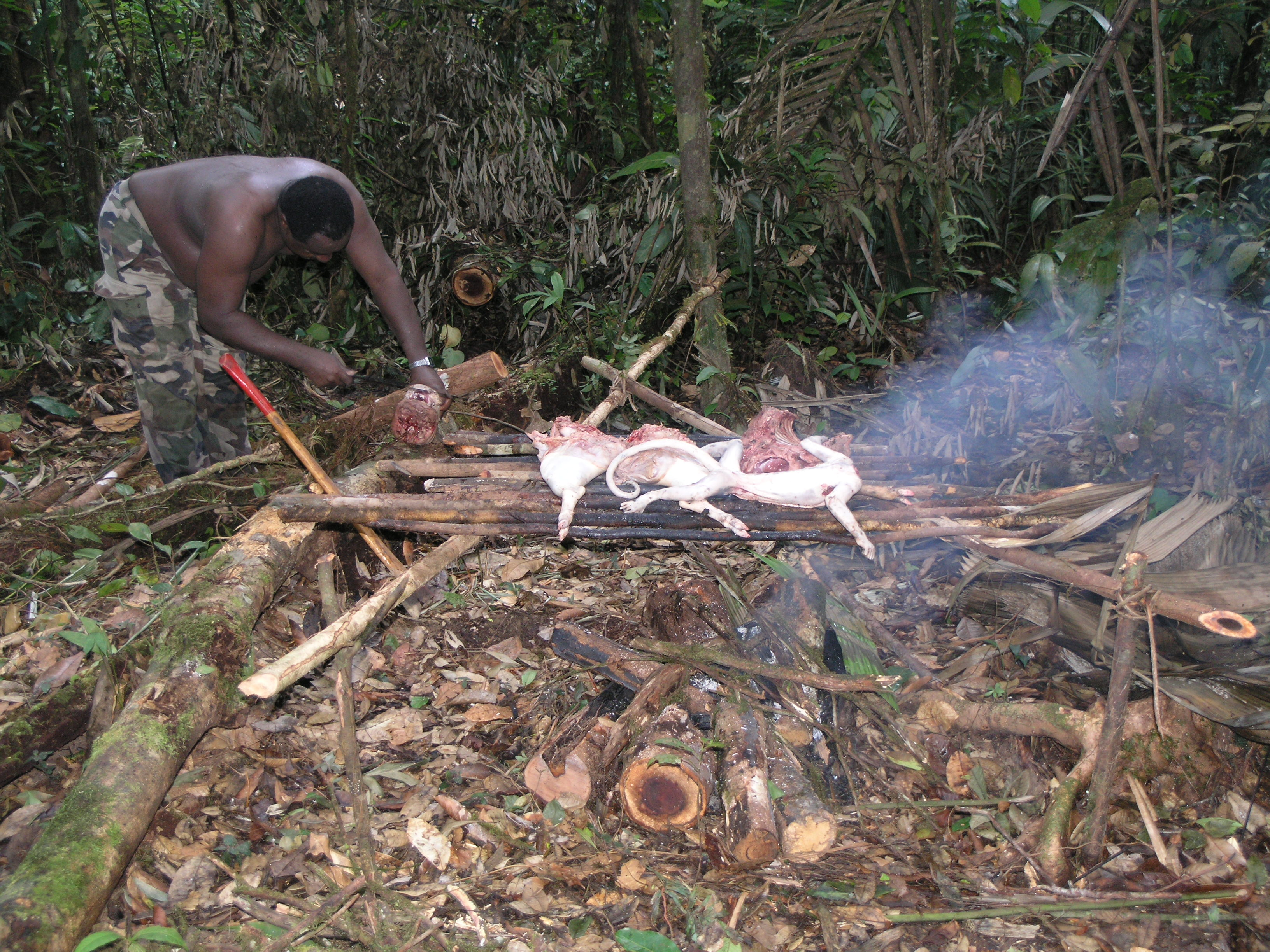
Boucanage

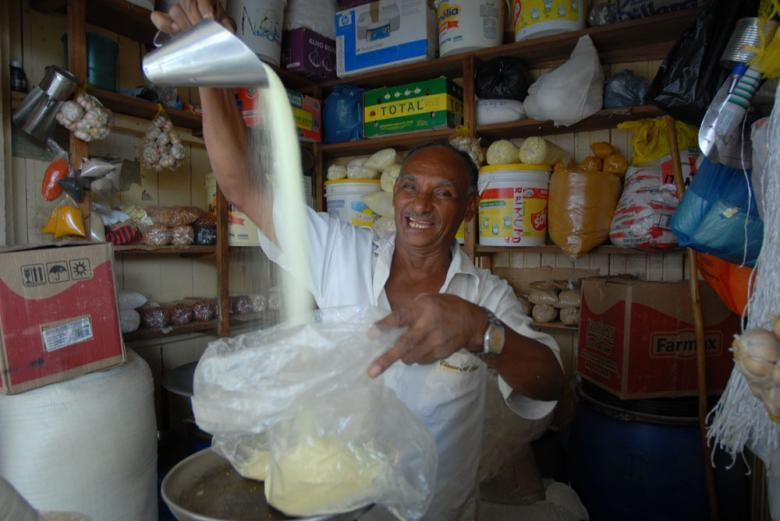
Couac

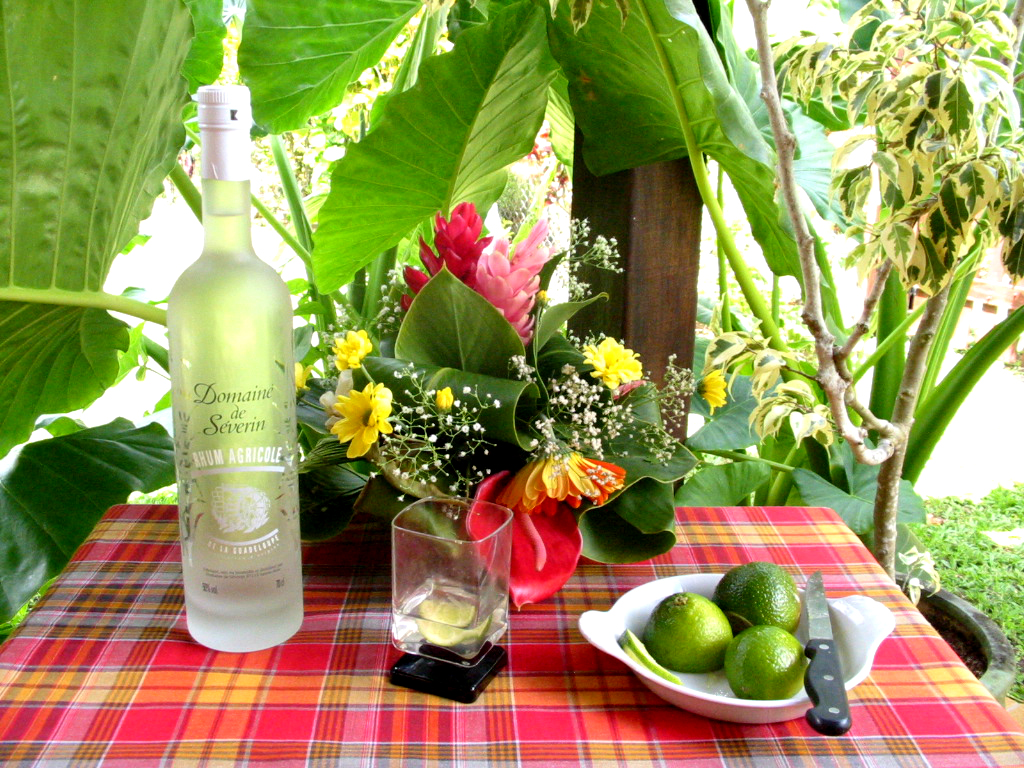
Ti'Punch

Kuchyně Francouzské Guyany (francouzsky: Cuisine guyanaise) pochopitelně vychází z francouzské kuchyně, ale byla ovlivněna i kuchyní místních Indiánů, africkou kuchyní, ale i asijskou kuchyní. Základní potravinou ve Francouzské Guyaně je maniok, dále se používají ryby a maso (především kuřecí a zvěřina). Jako příloha je běžná také rýže.

## Příklady pokrmů z Francouzské Guyany
Příklady pokrmů z Francouzské Guyany:
- Boucanage, tradiční příprava masa nebo ryby
- Couac, příloha z mletého manioku
- Blaff, pikantní rybí polévka
- Callaloo, dušená směs listové zeleniny
- Roti, indická placka podávaná jako příloha

## Příklady nápojů z Francouzské Guyany
Příklady nápojů z Francouzské Guyany:
- Rum
- Pivo
- Ti' Punch, nápoj z rumu, cukru a limetky
- Planter's punch, drink z rumu, ovocné šťávy, grenadiny, cukru a angostury